# Dème de Vítsi
Le dème de Vítsi, en grec moderne : Δήμος Βιτσίου / Dímos Vitsíou, est un ancien dème du district régional de Kastoriá, en Macédoine-Occidentale, Grèce. Depuis 2010, il est fusionné au sein du dème de Kastoriá.
Selon le recensement de 2011, la population du dème s'élève à 1 275 habitants.